# Montcorbon

Montcorbon este o comună în departamentul Loiret din centrul Franței. În 1 ianuarie 2018 avea o populație de 462 de locuitori.